# 普斯托米季 (戈夏區)
普斯托米季（烏克蘭語：Пустомити）是烏克蘭西北部的村莊，隸屬里夫內州的里夫內區。該村始建於1700年，面積1.57平方公里，海拔高度219米，2001年人口429，人口密度每平方公里274.1人。